# Élections générales portoricaines de 1992
Des élections générales ont eu lieu à Porto Rico le 3 novembre 1992.
Pedro Rosselló, du Nouveau Parti progressiste (NPP), a été élu gouverneur. Le NPP a également remporté la majorité des sièges à la Chambre des représentants et au Sénat. La participation électorale était comprise entre 82% et 84%.

## Résultats

### Gouverneur
| Candidat               | Parti                             | Votes   | %     |
| ---------------------- | --------------------------------- | ------- | ----- |
| Pedro Rosselló         | Nouveau parti progressiste        | 938 969 | 49,90 |
| Victoria Munoz Mendoza | Parti populaire démocrate         | 862 989 | 45,90 |
| Rubén Berríos          | Parti indépendantiste portoricain | 79 219  | 4,20  |

### Législatives
| Parti                                   | Sièges |
| --------------------------------------- | ------ |
| Nouveau parti progressiste (NPP)        | 36     |
| Parti populaire démocrate (PPD)         | 16     |
| Parti indépendantiste portoricain (PIP) | 1      |
| Total                                   | 51     |